# Ryan Babel
Ryan Guno Babel (wym. [ˈrɑjɐn ˈba:bəl]; ur. 19 grudnia 1986 w Amsterdamie) – holenderski piłkarz grający na pozycji  napastnika w tureckim klubie Galatasaray Stambuł oraz w reprezentacji Holandii.

## Kariera klubowa
Ryan Babel, wychowanek sławnej szkółki Ajaksu Amsterdam zadebiutował w Eredivisie 1 lutego 2004 w wygranym przez AFC Ajax 4-0 meczu z ADO Den Haag. Był to jedyny jego mecz w Eredivisie w sezonie 2003–2004. W następnym Babel grał już więcej i pokazał się z bardzo dobrej strony zdobywając 7 bramek w 20 meczach. W lipcu 2007 zasilił szeregi Liverpoolu F.C. 21 stycznia 2011 roku Ryan Babel podpisał 2,5 letni kontrakt z TSG 1899 Hoffenheim. Po rozwiązaniu kontraktu z TSG 1899 Hoffenheim postanowił powrócić do swojego rodzimego Ajaksu Amsterdam, z którym związał się trzyletnim kontraktem. 8 czerwca 2013 Babel podpisał trzyletni kontrakt z Kasımpaşą.
1 lipca 2015 stał się zawodnikiem  Al-Ain. Holender trafił tam z tureckiej Kasımpaşy. 15 stycznia 2019 podpisał półroczny kontrakt z angielskim klubem Fulham F.C.

## Kariera reprezentacyjna
W drużynie narodowej Holandii zadebiutował 26 marca 2005, przeciwko Rumunii zmieniając Arjena Robbena. Holandia wygrała mecz 2-0, Ryan strzelił drugiego gola. Gol ten ustanowił Babela czwartym najmłodszym zawodnikiem, który strzelił dla Holandii. Ryan był również członkiem drużyny która zagrała na mistrzostwach świata 2006 oraz na mistrzostwach świata 2010, gdzie Pomarańczowi zdobyli srebrny medal.